# Ținutul Orheiului
Ținutul Orheiului a fost o unitate administrativ-teritorială în cadrul Țării Moldovei, care făcea parte din Țara de Jos, având centrul administrativ în târgul Orhei.

## Geografie
Ținutul Orheiului se învecina la nord cu ținutul Sorocii, de care era delimitat de pădurea Rezinei în nordul raionului Rezina de astăzi. La vest hotărnicea cu ținutul Iașilor, hotarul fiind în linii mari cumpăna apelor dintre afluenții Nistrului și cei ai Prutului. La sud-vest se învecina cu ținutul Lăpușnei, de care era despărțit de râulețul Bâcovăț și de râul Bâc. La sud Bâcul era granița cu raiaua Benderului. La est hotarul ținutului Orheiului cu Regatul Poloniei și Imperiul Otoman era fluviul Nistru. În linii mari ținutul cuprindea raioanele Orhei, Rezina, Criuleni, Telenești, Călărasi, estul municipiului Chișinău, vestul raionului Dubăsari, nordul raionului Anenii Noi, sud-estul raionului Șoldănești și câteva sate din raioanele Sângerei și Ungheni.
Ținutul Orheiului făcea parte din eparhia episcopiei Hușilor, alături de ținutul Fălciului, ținutul Lăpușnei și ținutul Sorocii. Către anii 1770, ținutul Lăpușnei a fost comasat cu ținutul Orheiului. Suprafața totală a ținutului amalgamat era de 8.212 km2. În 1772-74, ținutul cuprindea 194 de localități și 6.415 de gospodării, și avea o populație de 32.075 locuitori. În 1803, ținutul cuprindea 239 de localități și 16.621 de gospodării, și avea o populație de 83.105 locuitori. Densitatea populației a sporit între 1774 și 1803 de la 3,9 până la 10,1 loc/km2.

## Stemă

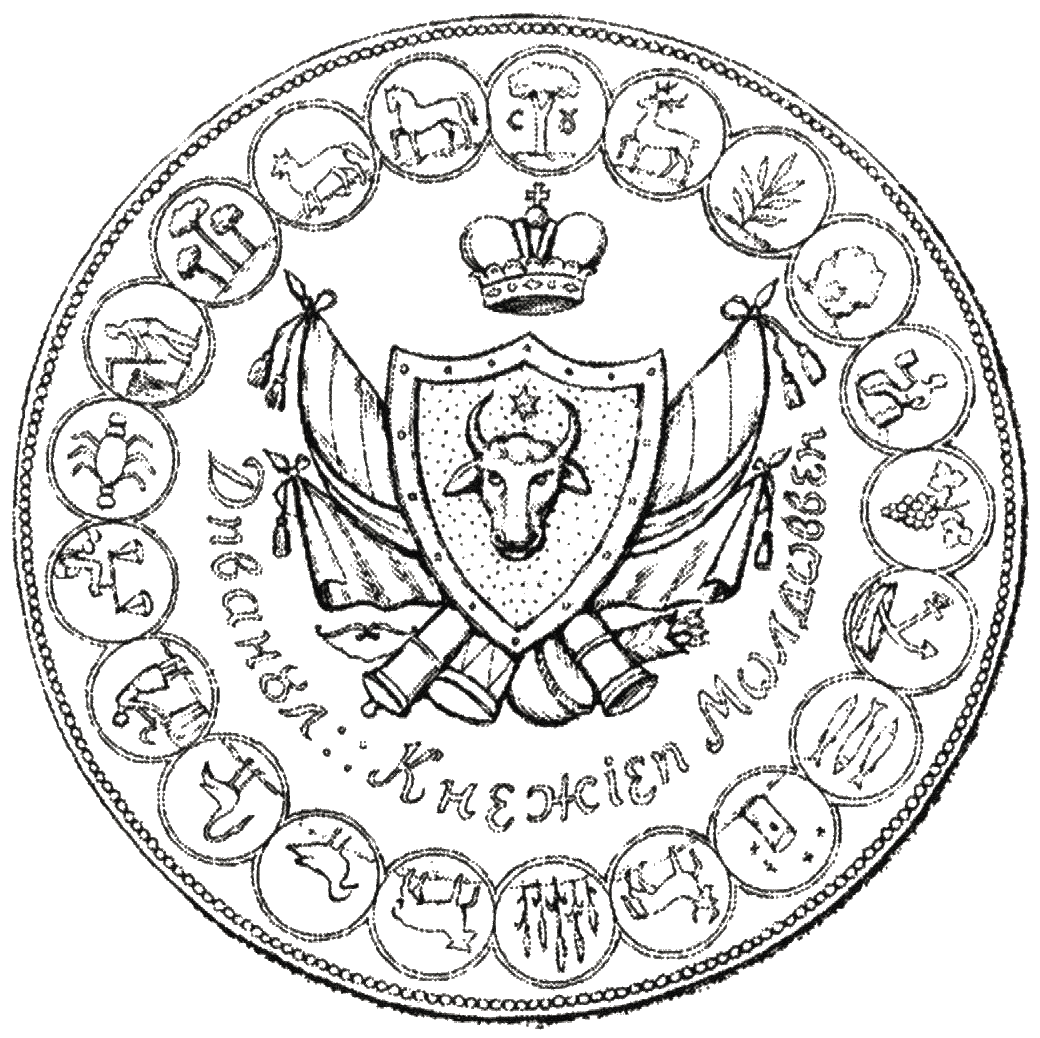
Sigiliul Divanului Cnejiei Moldovei cu stema Țării Moldovei înconjurată de 21 de medalioane cu stemele ținutale

Sigiliul Divanului Cnejiei Moldovei (cca. 1806 - 1812) - cea mai veche imagine cunoscută care a conservat simbolurile ținutale - conține stema ținutului Orhei-Lăpușna reprezentată de un medalion cu un cocostârc spre dreapta. Acest element a fost păstrat la elaborarea stemelor raionului Telenești și orașului Hîncești.

## Istoric
Ținutul Orheiului ca unitate administrativ-teritorială este atestat documentar la 7 martie 1531. Este vorba de uricul acordat la Vaslui de către Petru Rareș fostului logofăt Gavril Trotușanul, prin care acestuia i se întăreau ocinele și cumpărăturile, între care satul „anume Ișnovețul, în ținutul Orheiului”. Dar până la această dată este menționat în mai multe surete și registre, astfel; în suretul de pe ispisocul lui Ștefan cel Mare din 1470 noiembrie 26; într-o hotarnică din 1781, 3 octombrie, este arătat un document de la Petru Rareș din 1535 luna martie 22, în care este amintit ținutul Orheiului.
În „Descrierea Moldovei”, Dimitrie Cantemir redă o prezentare a ținutului Orhei (Ager Orheiensis) astfel: Poartă acest nume dela târgul Orchei, lângă apa Răutul, târg nu mare, dar frumos și având cu îndestulare toate cele necesare vieței omenești. Nutriment deajuns îi da lacul Orcheiului, nu departe de târg spre răsărit și frumoasa insulă ce a format într'însul.

## Localități
Lista localităților ținutului Orhei-Lăpușna conform recensământului din anii 1772-1773, grupate după ocoale:
Ocolul Orheiului:
Criuleni, Ustia, Horilcani, Molovata, Oxentia, Jora, Vașcauți, Lopatna, Stodolna, Lalova, Hrabova, Buciușca, Horodiște, Țahnăuți, Ichimauți, Rezina, Saharna, Ciorna, Lipiceni, Oleșcani.
Ocolul Câmpului:
Berezloji, Susleni, Ciuhureni, Biești, Chiperceni, Mașeni, Bușauca, Vorotețile, Pohribeni, Ocna, Cuizauca, Samașcani, Peciște, Curleni, Chiștelnița.
Ocolul Răutului:
Seliște, Târgul Orhei, Paharniceni, Piatra, Pociombeni, Furceni, Mașcauți, Izbiște, Cruhlic, Baloșești.
Ocolul Culei:
Sarateni, Chițcani, Hajdeeni, Zahaicani, Verejeni, Inești, Leușeni, Vasâeni, Ghermanești, Coropceni, Bogzești, Crasnașeni, Isacova, Breanova, Dișcova, Puțintei, Hluboca, Seseni, Bravicea, Telenești, Mihalașa, Ciulucani, Beșeni, Harișeni, Hirova, Condratești, Napadeni, Cornova, Dereneul, Sinișca, Oneșcani, Hodjinești, Țibirica, Meleșeni, Radeni, Biliceni.
Ocolul Satelor de Jos:
Cricovul, Faurești, Boianul, Budești, Șerpeni, Pohuceni, Dubăsari Vechi, Corjovul, Speia, Onețcani.
Ocolul Ichelului:
Cobâlca, Beleiaști, Țiganești, Onești, Voinova, Roșcani, Zubrești, Recea, Pocșești, Borzești, Ișnoveț, Stețcani, Miclești, Peresecina, Teleșeu, Camcea, Micauți.
Ocolul Fața Bâcului:
Paulești, Neșcani, Baraiacu, Sapoteni, Hârjova, Volcinețul, Buda, Ciorești, Parjolteni, Horodiște, Sadova, Varzarești, Galești, Tatarești, Negrești, Roșcani, Sireți, Hidighișul, Bahmutia, Ghețeoani.
Ocolul Bâcovețului:
Miclaușeni, Lozova, Vorniceni, Voloseni, Curluceni, Strașeni, Cojușna, Trușeni, Durlești, Buiucani, Târgul Chișinău.
Ocolul Botnei:
Vasâeni, Valea Ulmului, Rusești, Costești, Sarimârza, Dânceni, Suruceni, Gangura, Mimoreni, Malcociul, Scoreni, Capriana, Condrița.
Ocolul Cogâlnicului:
Boghiceni, Iurceni, Crâstești, Cazanești, Sacareni, Pașcani, Târgul Lăpușna, Perieni, Ciuciuleni, Hâncești, Lohanești, Dragușeni, Boțeni.
Ocolul Prutului:
Salajeni, Grozești, Scoposeni, Șișcani, Nisporeni, Zberoaia, Cozmești.